# Francisco Simón Calvet
Francisco Simón Calvet (Barcellona, 11 ottobre 1917 – 7 febbraio 1978) è stato un calciatore spagnolo, di ruolo portiere.

## Carriera
Nato a Barcellona, Simón si trasferì in Galizia per il servizio militare. Qui, nel 1940 fu ingaggiato dal Deportivo La Coruña. In quegli anni il portiere Juan Acuña era nel periodo migliore della sua carriera, perciò Simón non trovò spazio nella squadra biancoblu. In cinque anni collezionò solo sei presenze.
Nel mese di dicembre del 1945 fu acquistato dal Celta Vigo per 60000 pesetas. Esordì il 16 dicembre in una vittoria per 4-1 in casa dell'Hércules e fu titolare in tutte le partite da lì alla fine del campionato. Il Celta arrivò solo due punti sopra rispetto al Club Deportivo Alcoyano che retrocesse in Segunda.
Nella stagione successiva, con Ricardo Zamora in panchina, Simón conservò il posto da titolare e la squadra galiziana ottenne una salvezza tranquilla. Nel campionato 1947-1948 il club raggiunse un inaspettato quarto posto, a sei punti di distacco dai campioni del Barcellona. Nello stesso anno il Celta raggiunse la finale della Copa del Generalísimo, contro il Siviglia. All'Estadio de Chamartín gli andalusi si imposero per 4-1. Simón uscì al 60' per infortunio sul punteggio di 2-1. Non essendo previste sostituzioni, il suo posto tra i pali fu preso dal difensore Gabriel Alonso, che subì gli altri due gol.
Nella stagione 1949-1950 Simón fu indisponibile per infortunio dalla sedicesima alla diciottesima giornata, venendo sostituito da Gonzalo Marzá. Anche nella stagione successiva, Marzá dovette prendere per otto partite il posto del portiere catalano, infortunatosi alle costole sul campo dell'Athletic Club.
Nella stagione 1951-1952 fu sostituito per alcune partite, a causa di problemi fisici, dal promettente portiere Manolo Pazos. Nella stagione 1952-1953 quest'ultimo prese il posto da titolare, con Simón che giocò 10 partite in due anni.
Dopo la cessione di Pazos al Real Madrid, venne ingaggiato il portiere Adauto Iglesias Fernández. Nella stagione 1953-1954, l'ultima della sua carriera, Simón disputò due partite.
Dopo il ritiro, Simón continuò a vivere in Galizia, stabilendosi nel comune di As Pontes de García Rodríguez.